# Ryu Saito
Ryu Saito (født 18. september 1979) er en tidligere japansk fodboldspiller.
Han har spillet for flere forskellige klubber i sin karriere, herunder Cerezo Osaka og Thespa Kusatsu.